# Haematopota subpicea
Haematopota subpicea är en tvåvingeart som beskrevs av Wang och Liu 1991. Haematopota subpicea ingår i släktet Haematopota och familjen bromsar. Inga underarter finns listade i Catalogue of Life.